# Kiðlingshnúkur
Kiðlingshnúkur är en bergstopp i republiken Island. Den ligger i regionen Norðurland eystra, 220 km nordost om huvudstaden Reykjavík. Toppen på Kiðlingshnúkur är 1 125 meter över havet.
Trakten runt Kiðlingshnúkur är nära nog obefolkad, med mindre än två invånare per kvadratkilometer. Det finns inga samhällen i närheten. Trakten runt Kiðlingshnúkur består i huvudsak av gräsmarker.